# Mbebe
Mbebe est un village du Cameroun situé dans la région du Sud et le département de l'Océan. Faisant partie de la commune de Lokoundjé, il se trouve à 64 km de Kribi sur la route qui lie Kribi à Édéa.

## Population
En 1966, la population était de 175 habitants. Lors du recensement de 2005, le village comptait 349 habitants dont 172 hommes et 177 femmes, principalement des Evuzok.